# Russian Trading System
La Russian Trading System es un mercado de valores establecido en 1995 en Moscú, es la consolidación de varias organizaciones bursátiles en una sola. Originalmente fue modelada bajo el software de estrategia de operaciones en tiempo real de NASDAQ, y en 1998 la organización se puso en línea con su propio sistema interno. Inicialmente creada como una organización sin fines de lucro, la RTS está ahora en un proceso de reorganización: se está transformando en una sociedad anónima. Los datos se distribuyen a todo el mundo a través de los principales proveedores de información financiera, como Reuters.
El mercado de valores de Rusia aumentó un 686% desde el 2001 hasta el 2005, y otro 66% en el 2006.
Los mercados de cambio de Russian Trading System están abiertos de 10:30 a 18:00 hora de Moscú (GMT +3).